# Burak Ates
Burak Ates (* 1. Juli 1994 in Solothurn) ist ein Schweizer Filmschauspieler. 

## Leben
Ates’ Eltern zogen aus der Türkei in die Schweiz. Er wuchs im Solothurner Dorf Gerlafingen auf. Sein Vater ist Präzisionsschleifer, seine Mutter arbeitete in einer Fabrik. Er hat zwei jüngere Schwestern.
Die Schulzeit verbrachte Ates in Gerlafingen. Danach absolvierte er eine Lehre als Produktionsmechaniker. Nach Abschluss der Ausbildung begann er die Berufsmatur, doch brach er diese relativ frühzeitig wieder ab. Seit 2015 betreibt er Crossfit und Gewichtheben. Dort lernte er eine Theaterregisseurin kennen, die ihm den Rat gab, sich für ein Casting anzumelden. Nach den Dreharbeiten im Januar 2020 startete Ates an der European Film Actor School eine Ausbildung zum Schauspieler. Im Sommer 2020 wechselte er zur Filmschauspielschule Zürich.

## Karriere
Über eine Castingagentur bewarb sich Ates 2019 erfolgreich für die Hauptrolle in dem Schweizer Films Beyto. 
Am 25. September 2020 war die Premiere des Films Beyto von Gitta Gsell am Zürich Film Festival. In dem Film geht es um den homosexuellen jungen Secondo Beyto, der Gefühle für seinen Trainer entwickelt, was von seinen Eltern nicht akzeptiert wird. Daher schicken sie ihn in die Türkei und arrangieren eine Hochzeit mit Seher, Beytos Freundin aus Kindertagen. Er kehrt als verheirateter Mann in die Schweiz zurück, an seiner Seite eine Frau, die kein Wort Deutsch spricht, und findet sich in einer belastenden Dreieckskonstellation wieder. Der Film löste ein reiches, insgesamt positives Echo in den Schweizer Medien aus. Einige Einschränkungen gibt es im Fachjournal Filmbulletin: „Das, was als eine «zerreissende Dreiecksbeziehung» beworben wird, mutet eher wie ein etwas fader Appell an die Toleranz an. […] Leider schaffen es selbst die soliden, wenn auch teilweise etwas verhaltenen Leistungen der Darsteller_innen nicht, der durchaus erzählenswerten Geschichte Leben einzuhauchen.“